# Sjoestedtacris latifrons
Sjoestedtacris latifrons är en insektsart som beskrevs av Baehr 1992. Sjoestedtacris latifrons ingår i släktet Sjoestedtacris och familjen gräshoppor. Inga underarter finns listade i Catalogue of Life.